# Carretas, Jalisco
Carretas är en ort i Mexiko.   Den ligger i kommunen Ayotlán och delstaten Jalisco, i den centrala delen av landet, 400 km väster om huvudstaden Mexico City. Carretas ligger 1 548 meter över havet och antalet invånare är 127.
Terrängen runt Carretas är kuperad norrut, men söderut är den platt. Runt Carretas är det ganska tätbefolkat, med 172 invånare per kvadratkilometer. Närmaste större samhälle är Atotonilco el Alto, 15,0 km nordväst om Carretas. Trakten runt Carretas består till största delen av jordbruksmark.